# Andreas Wiesner
Andreas Wiesner (* 30. Juli 1994 in Geseke) ist ein deutscher Schwimmer und mehrfacher Deutscher Meister. Seine Hauptlage ist das Rückenschwimmen.

## Ausbildung
Von 2001 bis 2005 besuchte Wiesner die Dr. Konrad Adenauer Grundschule und anschließend – bis 2011 – die Dietrich Bonhoeffer Realschule in seiner Heimatstadt Geseke. Sein Abitur legte Andreas Wiesner 2014 am Helene-Weber-Berufskolleg in Paderborn ab.
Im selben Jahr schrieb Andreas Wiesner sich an der Delta State University in Cleveland (Mississippi/USA) ein, für das er ein Stipendium erhielt. Von 2015 bis 2016 studierte Wiesner Sportwissenschaften an der Johannes Gutenberg-Universität in Mainz. Seit 2017 studiert er per Fernstudium beim Bildungswerk für Therapeutische Berufe in Remscheid.
Im Mai 2021 absolvierte Andreas Wiesner erfolgreich die Heilpraktikerprüfung in Potsdam und setzte seine Ausbildung fort. Anschließend begann er ein duales Studium für Physiotherapie und Gesundheitsmanagement an der Fachhochschule Münster und dem Universitätsklinikum Münster. Im Jahr 2025 machte sich Andreas Wiesner als Heilpraktiker, Physiotherapeut und Personal Trainer selbstständig und eröffnete eine eigene Praxis.

## Sportliche Laufbahn
Mit 5 Jahren erlernte Andreas Wiesner 1999 das Schwimmen beim TV 1862 Geseke. Seine beiden Geschwister waren ebenfalls im Schwimmsport aktiv. 2008 wechselte Wiesner zum 1. Paderborner SV und lernte dort den Leistungssport kennen.
Dank seiner sportlichen Erfolge folgte Wiesner nach seinem Abitur 2014 einem Stipendium an die Delta State University (USA), um dort den Leistungssport weiter verfolgen zu können. Die Trainingsbedingungen entsprachen jedoch nicht seinen Vorstellungen, so dass er nach Deutschland zurückkehrte und sich 2015 der Schwimmmannschaft der SG EWR Rheinhessen Mainz anschloss. Dank der Erfolge bei den Deutschen Kurzbahnmeisterschaften 2015 qualifizierte sich Wiesner für die Kurzbahneuropameisterschaften 2015. Im August 2016 wechselte er nach München. Seitdem startet Andreas Wiesner für die SG Stadtwerke München.
Im Jahr 2018 verließ sein Stützpunkttrainer Olaf Bünde den Landesstützpunkt München, daraufhin wechselte er an den Bundesstützpunkt Berlin, wo Andreas Wiesner zunächst unter der Leitung von Stefan Hansen und ab 2019 unter der Betreuung von Lasse Frank trainierte.
2020 entfielen durch den Lockdown der Corona-Pandemie die Qualifikationsmöglichkeiten für die Olympischen Spiele in Tokio. Aufgrund einer Schulterverletzung im Frühjahr 2020 und einer lang andauernden Rehabilitation beendete Andreas Wiesner im Dezember 2020 seine sportliche Laufbahn, ohne nochmals in das Wettkampfgeschehen einzutreten.

## Sportliche Erfolge

### Europameisterschaften
Kurzbahneuropameisterschaften 2015 in Netanja (Israel)
- 13. Platz über 200 m Rücken

### Deutsche Meisterschaften
Deutsche Juniorenmeisterschaften 2014 in Berlin
- 1. Platz über 50 m Rücken
- 1. Platz über 100 m Rücken
- 2. Platz über 200 m Rücken

Deutsche Kurzbahnmeisterschaften 2015 in Wuppertal
- 2. Platz über 200 m Rücken
- 4. Platz über 100 m Rücken
- 6. Platz über 50 m Rücken

Deutsche Meisterschaften 2016 in Berlin
- 3. Platz mit der 4 × 100-m-Lagenstaffel

Deutsche Kurzbahnmeisterschaften 2016 in Berlin
- 1. Platz über 200 m Rücken
- 3. Platz über 100 m Rücken

Deutsche Meisterschaften 2017 in Berlin
- 2. Platz über 200 m Rücken

Deutsche Kurzbahnmeisterschaften 2017 in Berlin
- 1. Platz über 50 m Rücken
- 1. Platz über 100 m Rücken
- 1. Platz über 200 m Rücken

## Auszeichnungen
- Sportler des Jahres Stadt Geseke: 2009, 2010, 2011[1]
- Sportler des Jahres Kreis Soest: 2016[5] und 2018[6]. Platz 2 im Jahr 2015[7]